# Trichoniscus peyerimhoffi
Trichoniscus peyerimhoffi is een pissebed uit de familie Trichoniscidae. De wetenschappelijke naam van de soort is voor het eerst geldig gepubliceerd in 1955 door Albert Vandel.